# Teleogryllus
Genre
Teleogryllus est un genre d'insectes orthoptères de la famille des Gryllidae.

## Distribution
Les espèces de ce genre se rencontrent en Afrique, en Asie et en Océanie.

## Liste des sous-genres
- Teleogryllus (Afroteleogryllus) Gorochov, 1988
- Teleogryllus (Brachyteleogryllus) Gorochov, 1988
- Teleogryllus (Cryncoides) Gorochov, 1988
- Teleogryllus (Macroteleogryllus) Gorochov, 1988
- Teleogryllus (Teleogryllus) Chopard, 1961

## Liste des espèces
Selon Orthoptera Species File (26 mars 2010) :
- Teleogryllus adustus (Karsch, 1893)
- Teleogryllus afer (Saussure, 1877)
- Teleogryllus africanus Otte & Cade, 1983
- Teleogryllus angolensis (Chopard, 1961)
- Teleogryllus bicoloripes Chopard, 1961
- Teleogryllus boninensis Matsuura, 1984
- Teleogryllus brachypterus Chopard, 1967
- Teleogryllus burri (Chopard, 1961)
- Teleogryllus clarus Gorochov, 1988
- Teleogryllus commodus (Walker, 1869)
- Teleogryllus derelictus Gorochov, 1985
- Teleogryllus emma (Ohmachi & Matsuura, 1951)
- Teleogryllus fallaciosus (Shiraki, 1930)
- Teleogryllus flavovittatus (Chopard, 1928)
- Teleogryllus fletcheri (Chopard, 1935)
- Teleogryllus gnu Otte & Cade, 1983
- Teleogryllus gracilipes (Saussure, 1877)
- Teleogryllus gravelyi (Chopard, 1928)
- Teleogryllus griaulei Chopard, 1961
- Teleogryllus grumeti Otte & Cade, 1983
- Teleogryllus himalayanus (Chopard, 1928)
- Teleogryllus infernalis (Saussure, 1877)
- Teleogryllus latifrons (Karsch, 1893)
- Teleogryllus lemur Gorochov, 1990
- Teleogryllus leo Otte & Cade, 1983
- Teleogryllus leucostomoides (Chopard, 1961)
- Teleogryllus leucostomus (Serville, 1838)
- Teleogryllus longelytrum (Gorochov, 1988)
- Teleogryllus longipennis (Saussure, 1877)
- Teleogryllus macrurus (Walker, 1869)
- Teleogryllus marabu Otte & Cade, 1983
- Teleogryllus marini Otte & Alexander, 1983
- Teleogryllus meru Otte & Cade, 1983
- Teleogryllus mitratus (Burmeister, 1838)
- Teleogryllus mosetse Otte, Toms & Cade, 1988
- Teleogryllus natalensis Otte & Cade, 1983
- Teleogryllus nigripennis (Chopard, 1948)
- Teleogryllus occipitalis (Serville, 1838)
- Teleogryllus oceanicus (Le Guillou, 1841)
- Teleogryllus posticus (Walker, 1869)
- Teleogryllus pulchriceps (Gerstaecker, 1869)
- Teleogryllus siamensis Inagaki & Matsuura, 1985
- Teleogryllus soror (Chopard, 1940)
- Teleogryllus triangulifer Chopard, 1961
- Teleogryllus trivialis Gorochov, 1990
- Teleogryllus validus (Chopard, 1969)
- Teleogryllus wernerianus (Karny, 1907)
- Teleogryllus wittei (Chopard, 1939)
- Teleogryllus xanthoneuroides (Chopard, 1932)
- Teleogryllus xanthoneurus (Gerstaecker, 1869)
- Teleogryllus yezoemma (Ohmachi & Matsuura, 1951)
- Teleogryllus zululandicus Otte & Cade, 1983

## Référence
- Chopard, 1961 : Les divisions du genre Gryllus basees sur l'etude de l'appareil copulateur (Orthopteres, Gryllidae). Eos, Revista española de Entomología, vol. 37, n. 3, p. 267-287.